# IK Viking
Der IK Viking ist ein 1901 gegründeter schwedischer Sportverein aus Hagfors.

## Geschichte
Der Verein wurde 1901 gegründet. Die Eishockeyabteilung nahm von 1963 bis 1965 an der Division 1, der damals höchsten schwedischen Spielklasse, teil. Von 1978 bis 1980 sowie in der Saison 1987/88 trat die Mannschaft jeweils in der zu diesem Zeitpunkt zweitklassigen Division 1 an. In der Saison 2001/02 gelang dem Team in der Relegation der Aufstieg in die mittlerweile drittklassige Division 1. In dieser spielte die Mannschaft bis zum Abstieg 2004.
Die Fußballabteilung verbrachte mehrere Spielzeiten in der dritthöchsten schwedischen Spielklasse.
Weitere Abteilungen im Verein sind Bandy, Leichtathletik sowie Orientierungslauf.

## Bekannte Sportler
- Gustaf Jansson (Leichtathletik)
- Bror Mellberg (Fußball)
- Ruben Svensson (Fußball)